# Moldován István (festő)
(Kolozsváry) Moldován István (Kolozsvár, 1911. szeptember 11. – Budapest, 2000. szeptember 8.) magyar festő, grafikus.

## Élete
A kolozsvári Szépművészeti Iskolában tanult 1930-ban, majd 1931-től a budapesti Magyar Képzőművészeti Főiskolán. Mesterei: Réti István, Szőnyi István. Ezzel párhuzamosan a nagybányai Szépművészeti Iskolában, Thorma János és Krizsán János vezetésével folytatott művészeti tanulmányokat. 1948-1950 között Erdélyben dolgozott ösztöndíjjal. Budapesten, a Százados úti művésztelepen élt. Életműve gazdag. Sokat festett, emellett sokszorosító grafikát és mozaikokat is készített. 1943-ban Kolozsvárott állított ki. 1946-tól Magyarországon egyéni tárlatokon mutatta be munkáit. Hazai közgyűjteményben a Magyar Nemzeti Galériában található több műve. Felvett művészi előneve a Kolozsváry

## Egyéni kiállítások

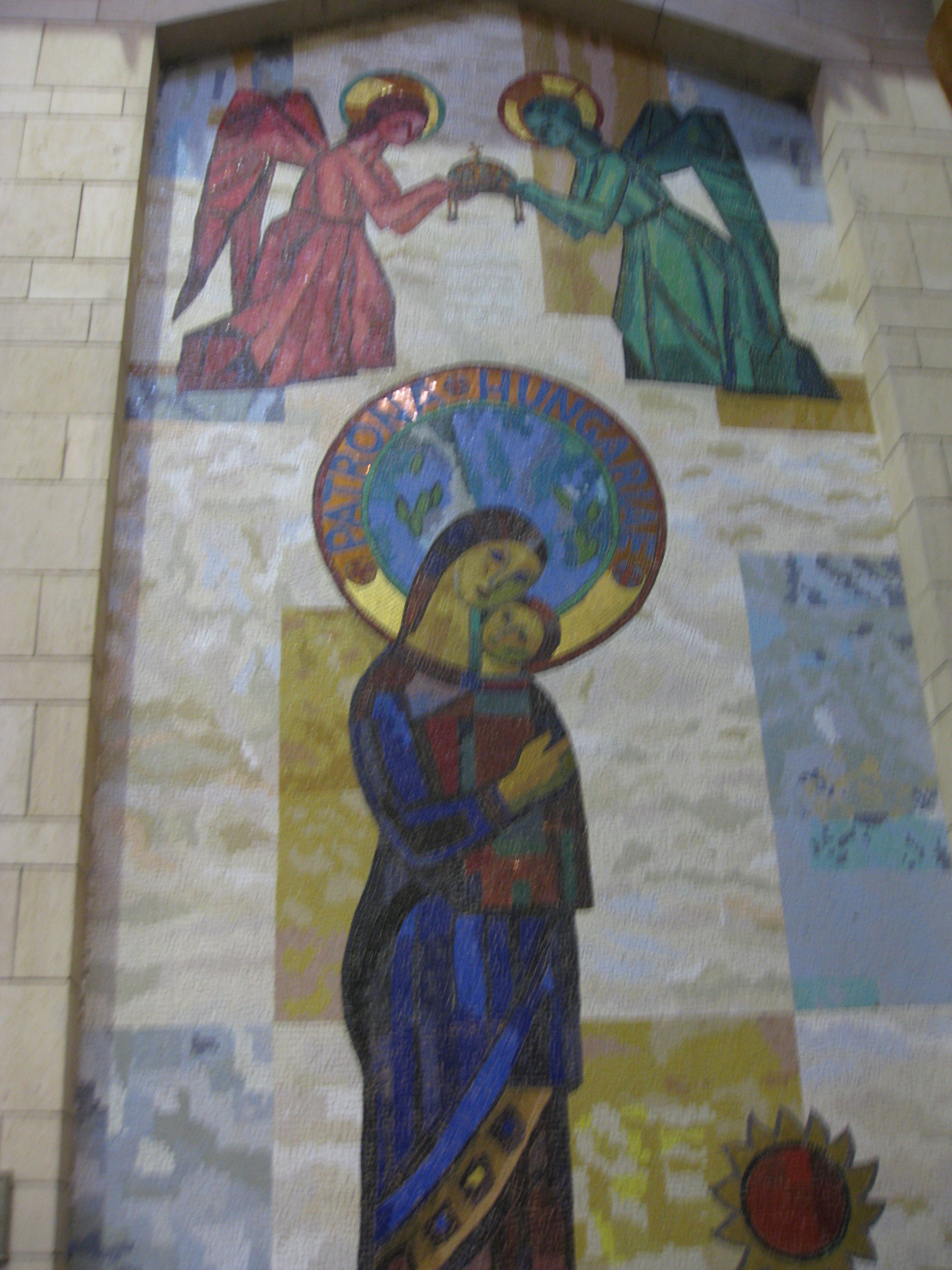
Moldován István Patrona Hungariae mozaikja az Angyali üdvözlet bazilikában

- Moldován István Patrona Hungariae mozaikja az Angyali üdvözlet bazilikában1959 • Kulturális Kapcsolatok Intézete, Budapest
- 1960 • Nagykanizsa
- 1963 • Kiskunfélegyháza
- 1966, 1973 • Medgyessy Terem, Debrecen
- 1969, 1975 • Munkácsy Terem, Békéscsaba
- 1971 • Mednyánszky Terem, Budapest
- 1973 • Gyöngyös
- 1977 • Rudnay Terem, Eger
- 1979 • Veszprém
- 1955, 1962, 1981 • Csók Képtár, Budapest
- 1983 • Miskolci Galéria, Szőnyi István Terem, Miskolc
- 1984 • Iskolai Galéria, Csepel, Budapest
- 1986, 1998 • Vigadó Galéria, Budapest

## Köztéri művei
- Pécsi Pedagógiai Főiskola (mozaik, 1964)
- Salgótarjáni Kórház (mozaik, 1968)
- Názáret, Angyali üdvözlet bazilika (mozaik, 1969)
- Videoton Díszterem (mozaik, 1970, Székesfehérvár)